# 김동수 (1955년)
김동수(Kim Dong Soo, 金東洙) (1955년 3월 15일 ~ , 충남 서천)는 대한민국의 공무원이다. 

## 학력
- 덕수상업 고등학교 졸업
- 고려대학교 경영학 학사
- 서울대학교 행정대학원 행정학 석사
- University of Hawaii at Manoa 대학원 경제학 박사

## 경력
- 1978.12 : 제22회 행정고시 합격
- 1998.01 ~ 2000.01 : 재정경제부 국민생활국 소비자정책과장
- 2000.01 ~ 2001.05 : 재정경제부 국민생활국 생활물가과장
- 2001.05 ~ 2001.08 : 재정경제부 국민생활국 물가정책과장
- 2001.08 ~ 2003.07 : 국무조정실 규제개혁2심의과 심의관
- 2005.08 ~ 2006.04 : 외교통상부 다자통상국장
- 2006.04 ~ 2007.08 : 재정경제부 경제협력국장
- 2007.08 ~ 2008.03 : 재정경제부 정책홍보관리실장
- 2008.03 ~ 2008.07 : 기획재정부 차관보
- 2008.07 ~ 2009.01 : 기획재정부 제1차관
- 2009.02 ~ 2010.12 : 한국수출입은행장
- 2011.01 ~ 2013.02 : 공정거래위원회 위원장
- 2013.05 ~ 현재 : 고려대학교 석좌교수
- 고려대학교 미래성장연구소 소장
- 2015.03 ~ 2021.03 : 두산중공업 사외이사
  - 두산중공업 감사위원장
  - 두산중공업 내부거래위원
  - 두산중공업 사외이사후보추천위원
- 2021.03 ~ : 현대산업개발 사외이사

## 수상
- 1991년 : 대통령표창
- 2011년 : 베트남 감사훈장